# Derzjavinsk
Derzjavinsk (kazakiska: Державинск) är en ort i Kazakstan. Den ligger i oblystet Aqmola, i den centrala delen av landet, 400 km väster om huvudstaden Astana. Derzjavinsk ligger 247 meter över havet och antalet invånare är 13 856.. Derzjavinsk är distriktshuvudort i Zjarqajyng audany.
Terrängen runt Derzjavinsk är platt. Runt Derzhavīnsk är det mycket glesbefolkat, med 4 invånare per kvadratkilometer. Det finns inga andra samhällen i närheten. Trakten runt Derzjavinsk består i huvudsak av gräsmarker.